# Сьо Сітацу
Сьо Сітацу (яп. 尚 思達; 1408 — 29 жовтня 1449) — 3-й ван Рюкю в 1444—1449 роках. В китайських джерелах відомий як Шан Сіда.

## Життєпис
Походив з Першої династії Сьо. Старший син вана Сьо Чу та доньки адзі замку Кацурен. Народився 1408 року. Ймовірно замолоду долучився до походів діда Сьо Хасі. Одружився з донькою адзі замку Урасое.
1444 року після смерті батька успадкував трон. Втім про його діяльність відомо замало, оскільки вже 1449 року він помер. Не мав спадкоємців, тому влада перейшла до його стрийка Сьо Кінпуку.